# Onthophagus chevrolati
Onthophagus chevrolati är en skalbaggsart som beskrevs av Edgar von Harold 1869. Onthophagus chevrolati ingår i släktet Onthophagus och familjen bladhorningar.

## Underarter
Arten delas in i följande underarter:
- O. c. longecarinatus
- O. c. retusus
- O. c. omiltemius